# Hans Beeck

Hans Beeck

Hans Beeck (* 24. November 1896 in Spersdick bei Windbergen (Holstein); † 18. Februar 1983 ebenda) war ein deutscher Politiker (NSDAP) und SS-Untersturmführer.

## Leben und Wirken
Nach dem Besuch der Volksschule in Windbergen wurde Hans Beeck ab 1912 auf der Landwirtschaftlichen Winterschule in Heide und auf dem Bauernhof seiner Eltern zum Landwirt ausgebildet. Nachdem er von 1912 bis 1916 im Betrieb seiner Eltern tätig gewesen war, nahm er von 1916 bis 1918 am Ersten Weltkrieg teil, in dem er als Fahrer in der MG-Kompanie des Infanterie-Regiments 464 an der Westfront eingesetzt wurde. Nach seiner Rückkehr aus dem Krieg übernahm er 1918 den Hof seines Vaters in Spersdick. Zum 16. Oktober 1925 trat Beeck in die NSDAP ein (Mitgliedsnummer 20.872), in der er ab 1929 Aufgaben als Gauredner und Ortsgruppenleiter übernahm. Von 1929 bis 1932 gehörte er dem Provinziallandtag Schleswig-Holstein an.
Von 1931 bis 1939 war Beeck Gemeinde- und Amtsvorsteher der Kirchspiellandgemeinde Süder-Meldorf-Geest. Hinzu kamen Funktionen als Kreisamtsleiter Agrarpolitik der NSDAP sowie Kreisbauernführer für den Kreis Süderdithmarschen im Reichsnährstandes und Mitglied des Landesbauernrates Schleswig-Holstein sowie des Reichsbauernthings und der schleswig-holsteinischen Landessynode. Er war außerdem Ortsgruppenleiter von Windbergen. Beeck war Träger des Goldenen Parteiabzeichens der NSDAP und ein Vertrauter von NSDAP-Gauleiter Hinrich Lohse. Trotz seiner eher „untergeordneten“ Position war Beeck einer der wichtigsten NS-Vertreter im Gau der NSDAP.
Im Juni 1934 trat Beeck im Nachrückverfahren für den verstorbenen Abgeordneten Hans Sauer als Abgeordneter in den nationalsozialistischen Reichstag ein, dem er bis zum Ende der NS-Herrschaft im Frühjahr 1945 als Vertreter für den Wahlkreis 12 (Thüringen) angehörte. In der SS brachte er es mindestens bis zum SS-Untersturmführer.